# Coenochilus carinipes
Coenochilus carinipes är en skalbaggsart som beskrevs av Thierry Bourgoin 1921. Coenochilus carinipes ingår i släktet Coenochilus och familjen Cetoniidae. Inga underarter finns listade i Catalogue of Life.